# Vepsové
Vepsové jsou ugrofinský národ žijící v Rusku v oblasti Ladožského a Oněžského jezera v Karélii a na území Leningradské a Vologdské oblasti. Vepsové se rozdělují na tři skupiny a ačkoliv jsou mezi nářečími vepštiny znatelné rozdíly, všechny tyto tři skupiny jsou schopny se mezi sebou dorozumět. Jejich národním jazykem je vepština, kterou mluví zhruba tři čtvrtiny Vepsů. Téměř všichni umí mluvit i plynně rusky.
V raných ruských kronikách byli Vepsové nazývání весь (ves’) nebo Čudové a v některých arabských pramenech také Wisu.

## Kořeny Vladimira Putina
Estonský historik a propagátor ugrofinského kmenového hnutí Jaak Prozes přišel v roce 2008 na zpravodajském webu Delfi s teorií, že Vladimir Putin je původem Veps, a v roce 2015 o tom napsal i knihu. Podobné spekulace se již předtím objevovaly v ruských a estonských novinách a na internetových fórech. Když se básník Mikul Armanov Putina zeptal, zda je Veps, neodpověděl; prezidentská administrativa na informaci rovněž nijak nereagovala a oficiální Putinův životopis dohady o ugrofinských kořenech nijak nepodporuje. Putinovi rodiče pocházeli z vesnice Pominovo nedaleko Tveru, v regionu známém jako sídlo Karelů.